# Stephanie Brown-Traftonová
Stephanie Brown-Traftonová (* 1. prosince 1979) je americká atletka, olympijská vítězka v hodu diskem.
Poprvé startovala na olympiádě v Athénách v roce 2004, zde však nepostoupila do diskařského finále. Životního úspěchu dosáhla na olympiádě v Pekingu v roce 2008 – zvítězila v soutěži diskařek výkonem 64,74 m.
Je mnohonásobnou mistryní USA v hodu diskem, její osobní rekord je 67,74 m z roku 2012.
Měří 193 cm, váží 102 kg.

## Předolympijská kariéra
Brownová uvedla, že ji k olympijské kariéře inspirovalo, když jako čtyřletá sledovala vystoupení Mary Lou Rettonové na letních olympijských hrách v roce 1984. Po mládí, kdy se pokoušela o několik různých sportů, nakonec svůj čas rozdělila mezi atletiku a basketbal. Na střední škole v Arroyo Grande závodila v hodu diskem a vrhu koulí a v roce 1996 se stala středoškolskou šampionkou v hodu koulí na CIF California State Meet. Poté, co se v roce 1997 umístila na druhém místě, získala v roce 1998 znovu titul mistryně Kalifornie ve vrhu koulí. Na stejném mítinku přidala do svého životopisu i titul v hodu diskem. Od roku 2008 zůstává její hod dlouhý 181,25 stop (55,25 m), kterým si zajistila vítězství, jedním z deseti nejlepších hodů diskem na americké střední škole v historii.
Přesto se zdálo, že směřuje ke kariéře basketbalistky, poté co získala stipendium na basketbal i atletiku na Cal Poly San Luis Obispo. Její kariéru v tomto sportu předčasně ukončil přetržený přední zkřížený vaz. Poté se soustředila na atletiku. V letech 1999–2003 závodila na univerzitní úrovni ve vrhu koulí a disku, ale rok 2000 vynechala, když se zotavovala ze zranění kolena. Brownová byla během své vysokoškolské kariéry šestkrát jmenována americkou reprezentantkou NCAA, z toho dvakrát v halové sezóně jako koulařka a čtyřikrát ve venkovní sezóně za disk a vrh koulí. Jejími nejvyššími umístěními na národních šampionátech NCAA bylo druhé místo v disku v roce 2003 a čtvrté místo ve vrhu koulí v roce 2003.